# 昂布瓦斯城堡

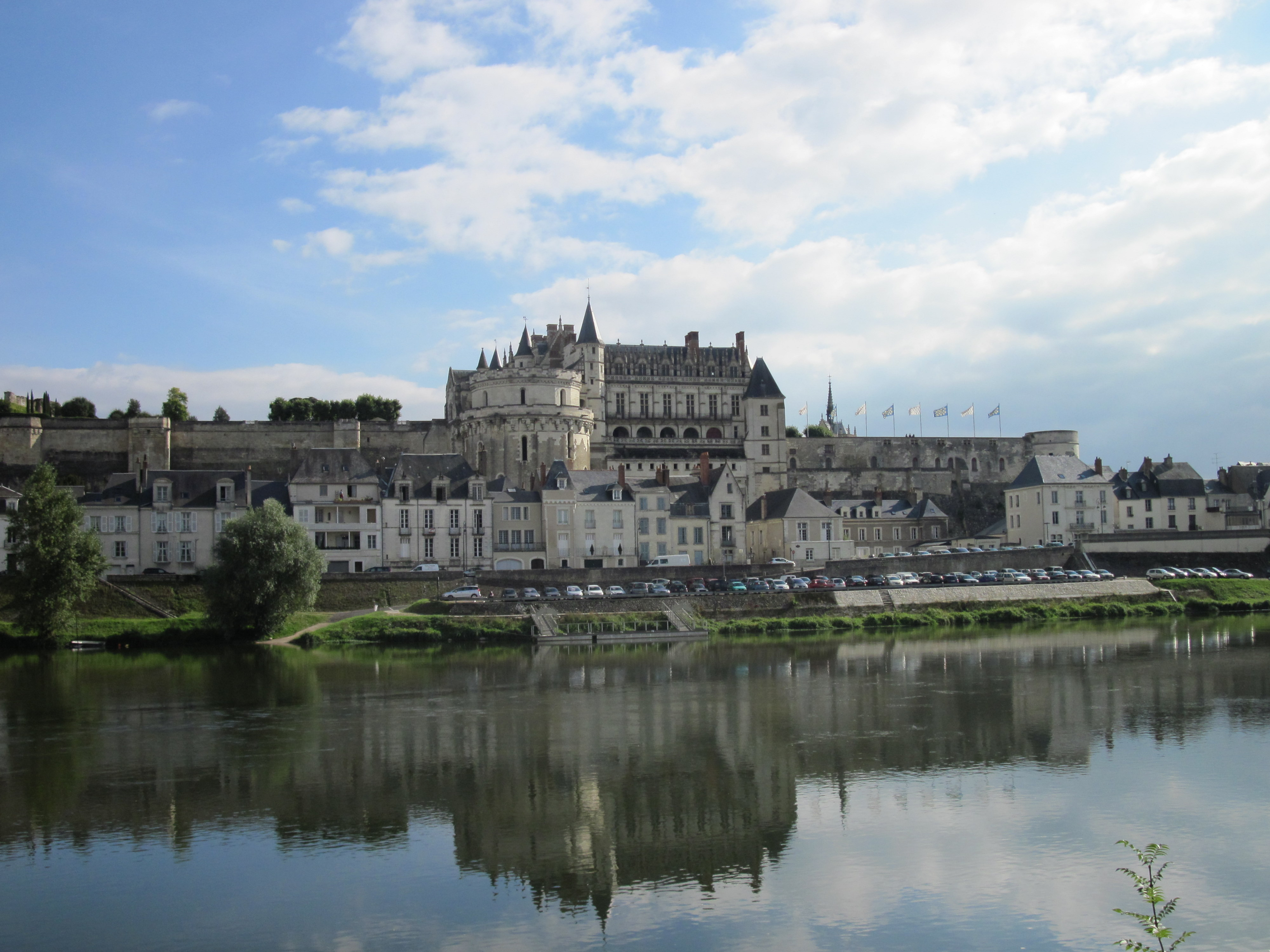
昂布瓦斯城堡

昂布瓦斯城堡（法語：Château d'Amboise）是位於法國盧瓦爾河的昂布瓦斯的法式城堡，始建年份已經不可考究，只知道城堡的雛型可追溯至羅馬時代。14世紀起，瓦盧瓦王朝將宮廷遷至盧瓦爾河地區，昂布瓦斯城堡成為了法蘭西王國皇室的城堡。瓦盧瓦王朝的查理八世曾下旨擴建城堡，但查理八世年僅28歲便去世，接任的路易十二繼位後按查理八世的基礎繼續整修城堡。其後繼位弗朗索瓦一世被喻為文藝復興的始創人，他聘請了大量的藝術家到法國工作，當中包括著名畫家列奥纳多·达·芬奇，此時的昂布瓦斯城堡在弗朗索瓦一世下更建宏偉，而達文西死後亦葬於昂布瓦斯城堡的圣于贝尔小教堂。

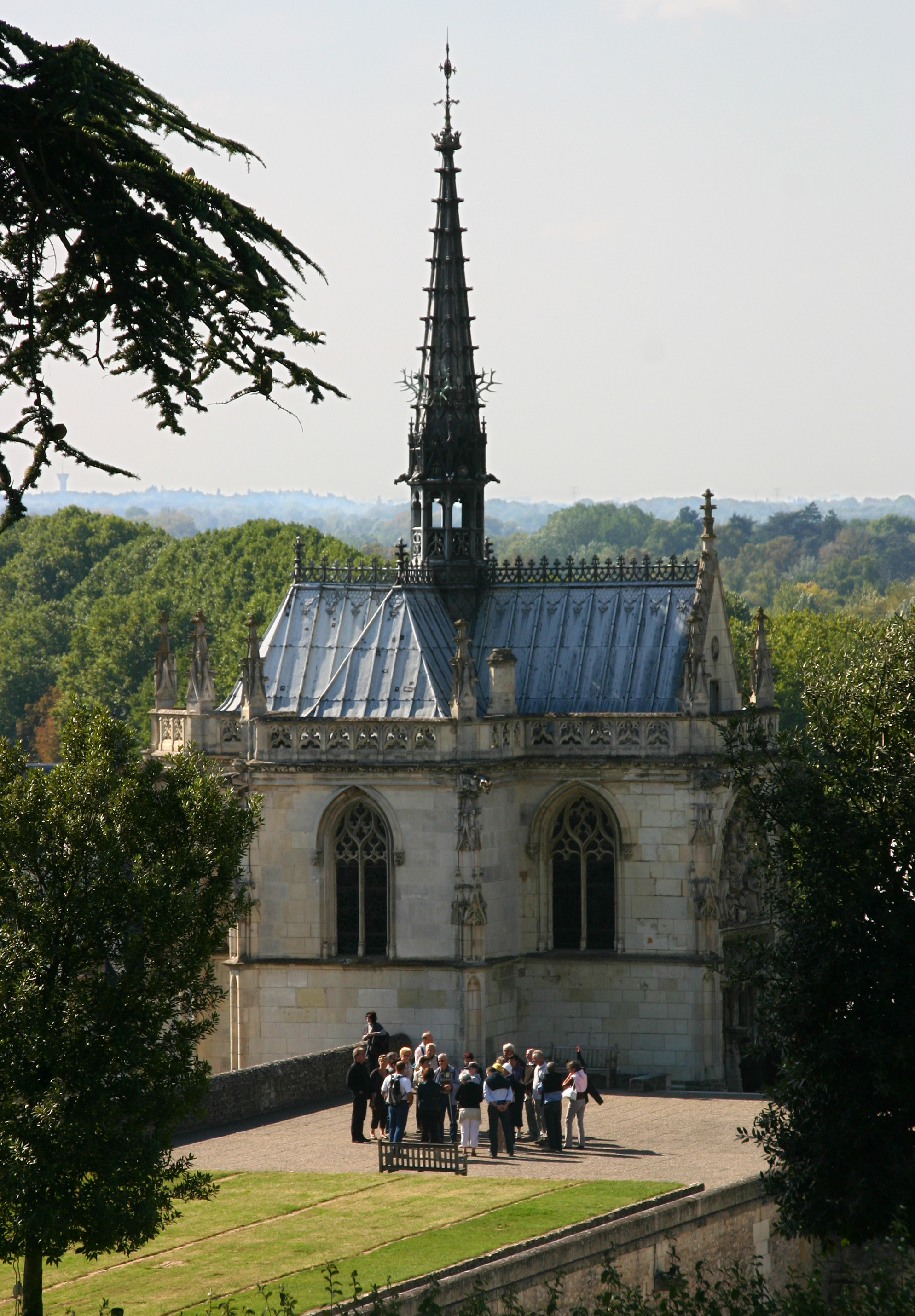
達文西的埋葬地圣于贝尔小教堂

## 名人
- 列奥纳多·达·芬奇，葬於昂布瓦斯城堡的圣于贝尔小教堂（Chapel of Saint-Hubert）。